# معشبة

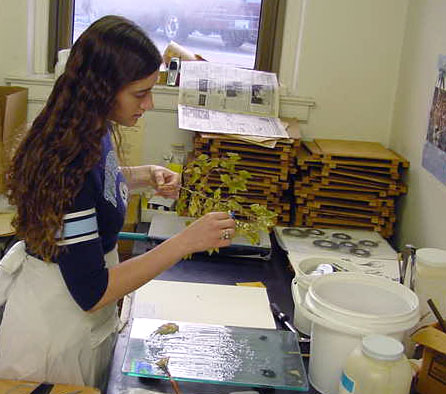
تجهيز النباتات

معشبة هي مجموعة من نماذج الأعشاب المجففة مرتبة بطريقة خاصة. تقوم المعشبة بوظيفة مهمة في دراسة النباتات؛ فهي تقدم طريقة ميسرة لفحص العديد من أنواع النباتات المختلفة أو الأمثلة العديدة لنوع واحد معين. وتوفر المعشبة سجلا قيما ودائما لحياة النبات. معظمُ العينات في المعشبة مثبتة في صفحات من الورق، وتسمى كل عينة باسمها ومكان وتاريخ جمعها واسم من جمعها ومعلومات أخرى. وتبين العينة الجيدة كل أجزاء النبات، مثل الجذر والورقة والزهرة والثمرة. فإذا كانت محمية من الحشرات و الرطوبة تعيش العينات مئات السنين.